# Los clásicos de Les Luthiers
Los clásicos de Les Luthiers es un espectáculo del grupo humorístico de instrumentos informales Les Luthiers. Se estrenó el miércoles, 15 de octubre de 1980 en el Teatro La Comedia (Rosario, Argentina) y su última representación fue el sábado, 18 de abril de 1981 en el Teatro Coliseo (Buenos Aires, Argentina)
Este espectáculo también tuvo una única función en Estados Unidos, el 2 de noviembre de 1980, más precisamente en la sala Avery Fisher Hall, del Lincoln Center, de la ciudad de Nueva York.
Desde este espectáculo, la ciudad de Rosario recibe todos los estrenos de Les Luthiers (salvo casos especifícos, como el Recital sinfónico '86, Do-Re-Mi-Já, El Grosso Concerto y Grandes Hitos). El teatro que normalmente se utiliza para los mismos es el Teatro Astengo.

## Créditos y elenco

### Les Luthiers
- Ernesto Acher
- Carlos López Puccio
- Jorge Maronna
- Marcos Mundstock
- Carlos Núñez Cortés
- Daniel Rabinovich

### Luthier de Les Luthiers
- Carlos Iraldi

### Mánager asociado
- Chiche Aisenberg

### Asistente general
- Rubén Scarone

### Asistentes
- Mauro Simone
- Óscar Rodríguez
- Daniel Aisemberg

### Montage escénico e iluminación
- Ernesto Diz

### Asistente de montaje escénico
- Francesco Poletti

### Sonido
- Eduardo Guedes
- Carlos Faruolo
- Luis Barba

### Textos, música y arreglos
- Les Luthiers

## Programa (en castellano)
- "Brotan und Gretchen (Muerte y despedida del Dios Brotán" (Aria aria)
- "Sonatas para latín y piano" (Sonatas)
- "Doctor Bob Gordon shops hot dogs from Boston" (Foxtrot)
- "Mi aventura por la India" (Guarania)
- "Kathy, la reina del saloon" (Música de cine mudo)
- "Lazy Daisy" (Hall music)
- "Concierto de Mpkstroff" (Concierto para piano y orquesta)

### Fuera de programa
- "La bella y graciosa moza marchose a lavar la ropa" (Madrigal)

## Programa (en inglés)
- "Death and Farewell (in that order) of the God Brotan" (Aria aria)
- "Four Sonatas, Opus 17" (Sonatas)
- "Doctor Bob Gordon Shops hot dogs from Boston" (Foxtrot...or not)"
- "The Sue Ann Lake Ballet" (Ballet leído)
- "Kathy, Queen of the Saloon" (Música de cine mudo)
- "Lazy Daisy" (Hall music)
- "Concerto for Piano and Sin-phonic Orchestra" (Concierto para piano y orquesta)

### Fuera de programa
- "Sol la ti la sol la do do ti" (Lied)

- Datos: Q2839674